# ثامي المدغري
ثامي المدغري (توفي سنة 1856) هو كاتب وملحن مغربي معروف لأغاني الملحون. اشتهر بأغاني مثل القناوي وعليق المسروح.